# René-Louis Stourm
Pour les articles homonymes, voir Stourm.
René-Louis Stourm, né le 13 mars 1904 à Paris et mort le 3 novembre 1990 à Sens, est un ecclésiastique catholique français, évêque d'Amiens puis archevêque de Sens.

## Biographie
Né à Paris en 1904, il est le petit-fils de René Stourm, de l'Institut, et d'Émile Flourens, conseiller d'Etat, député et ministre.
Après avoir été vicaire en région parisienne, René Stourm dirige la Centrale catholique du cinéma de la radio de 1936 à 1939. Mobilisé, il est fait prisonnier au printemps 1940  et part en captivité en Allemagne, il est interné à l'Oflag IV-B, le « camp des généraux » en Saxe et y devient aumônier. De retour de captivité, en 1945, il est nommé secrétaire adjoint de l'Action catholique puis devient curé à Levallois-Perret, en 1947.
Il est nommé évêque d'Amiens par le pape Pie XII le 14 janvier 1951 et ordonné le 2 avril suivant à Paris. En 1958, il organise une exposition sur les missions cherchant à ouvrir son diocèse à l'universel. 
Le 27 octobre 1962, il est nommé archevêque de Sens et le reste jusqu'en 1977. Pendant son ministère, il transfère la résidence de l'archevêque de Sens à Auxerre.
À sa mort en 1990, il est inhumé dans la cathédrale de Sens.